# Astronomische Nachrichten
Astronomische Nachrichten (Astronomical Notes en su versión en inglés), es una de las primeras revistas de publicación de investigaciones de astronomía. Fundada en 1821 por el astrónomo alemán Heinrich Christian Schumacher. Se autodefine como la revista de astronomía más antigua del mundo aún en actividad, y otros organismos coinciden en esta afirmación.
Las publicaciones se especializan en Física solar, Astronomía extragaláctica, Cosmología, Geofísica e Instrumentación. Publica tanto artículos estándar, sobre todo en sus comienzos, como artículos sujetos a Revisión por pares. Su catálogo completo incluye 43.899 artículos en 99.565 páginas de 328 volúmenes.

## Historia

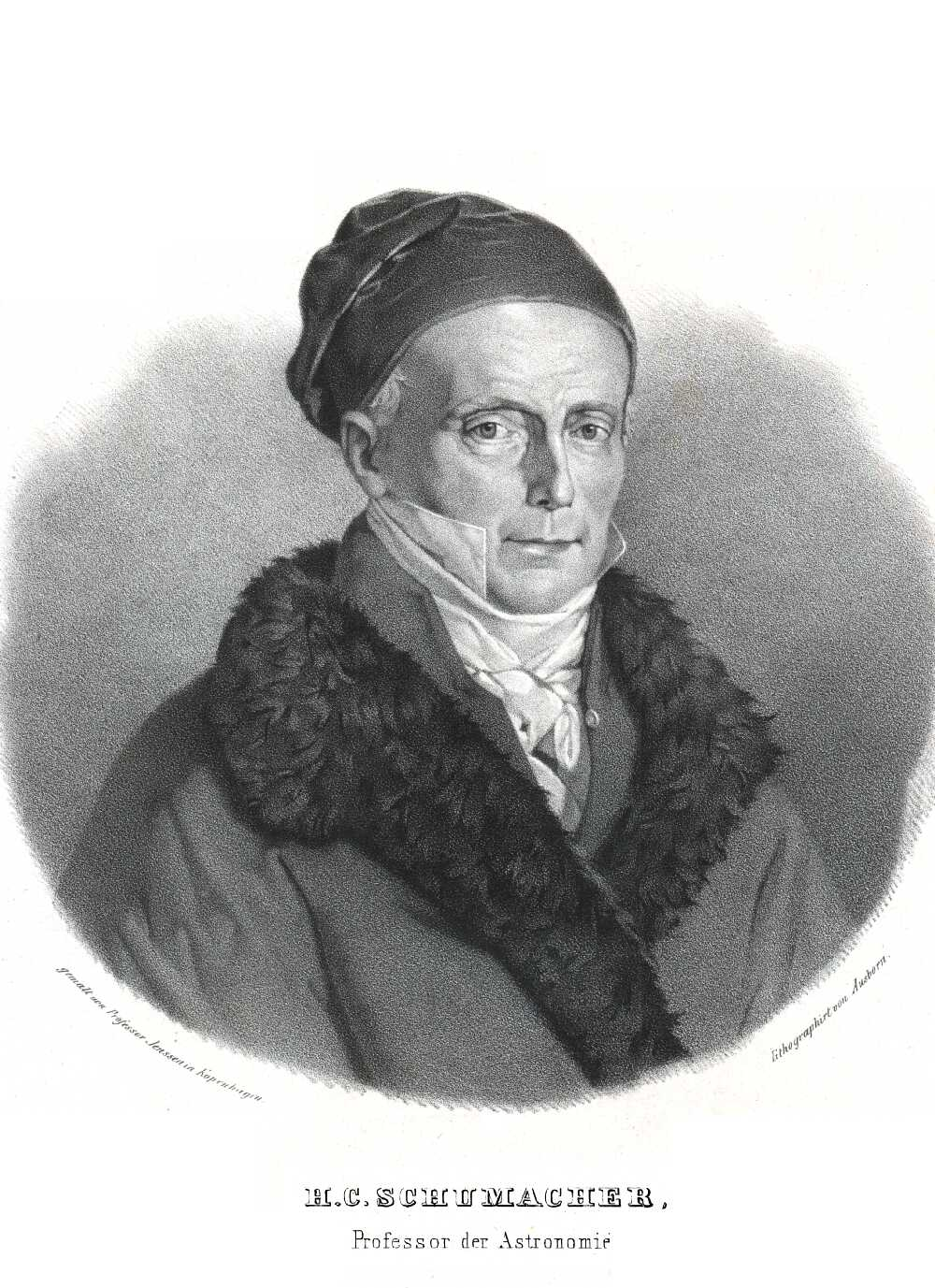
Fundador y primer editorː Heinrich Christian Schumacher (1780-1850)

La revista fue fundada en 1821 por Heinrich Christian Schumacher, bajo el patrocinio de Cristián VIII de Dinamarca. Schumacher editó la publicación desde su observatorio en Altona. Schumacher editó los primeros 31 números de la revista desde su fundación, hasta su muerte en 1850. Los primeros ejemplares consistían mayormente en cartas enviadas por astrónomos a Schumacher contando sus observaciones
Durante muchos años se la consideró la mejor, o la más prestigiosa, revista de astronomía de Europa.